# Ommatius ayalai
Ommatius ayalai är en tvåvingeart som beskrevs av Scarbrough 2002. Ommatius ayalai ingår i släktet Ommatius och familjen rovflugor.
Artens utbredningsområde är Venezuela. Inga underarter finns listade i Catalogue of Life.